# Anawin Jujeen
Anawin Jujeen (thailändisch อนาวิน จูจีน, * 13. März 1987 in Nakhon Sawan), auch als M (thailändisch เอ็ม) bekannt, ist ein thailändischer Fußballspieler.

## Karriere

### Verein
Anawin Jujeen erlernte das Fußballspielen in der Schulmannschaft der Angthong Sports School in Angthong sowie in der Jugendmannschaft des damaligen Erstligisten Krung Thai Bank FC in Bangkok. Seinen ersten Vertrag unterschrieb er 2010 bei Bangkok Glass. Von 2007 bis 2012 absolvierte er 108 Spiele für BG. 2013 wechselte er nach Buriram zu Buriram United. Bis 2016 stand er 110 Mal auf dem Spielfeld. Der Ligakonkurrent Suphanburi FC nahm ihn 2017 unter Vertrag. Bis Mitte 2018 trug er 33 Mal das Trikot von Suphanburi. In die Thai League 2 zu PTT Rayong FC wechselte er zur Rückserie 2018. Mit dem Verein wurde er Meister der Zweiten Liga und stieg somit in die Erste Liga auf. Nachdem Rayong Ende 2019 bekannt gab, dass sich der Club aus der Liga zurückzieht, war er bis Mitte März 2020 vertrags- und vereinslos. Mitte März unterschrieb er einen Vertrag beim Petaling Jaya City FC. Der Verein aus Malaysia spielt in der höchsten Liga des Landes, der Malaysia Super League. Für Petaling absolvierte er sechs Erstligaspiele. Im Dezember kehrte er nach Thailand zurück. Hier schloss er sich dem Erstligisten PT Prachuap FC aus Prachuap an. Für PT bestritt er 18 Ligaspiele. Im August 2022 nahm ihn der Zweitligist Udon Thani FC unter Vertrag. Für den Klub aus Udon Thani bestritt er 14 Zweitligaspiele. Nach der Hinrunde wurde sein Vertrag im Dezember 2022 nicht verlängert. Zur Rückrunde 2022/23 verpflichtete ihn der Drittligist Dragon Pathumwan Kanchanaburi FC. Mit dem Klub aus Kanchanaburi spielte er in der Western Region der Liga. Am Ende der Saison feierte er mit dem Verein die Meisterschaft der Region und den Aufstieg in die zweite Liga. Nach insgesamt 26 Ligaspielen wechselte er im Januar 2024 zum Zweitligisten Nongbua Pitchaya FC. Am Ende der Saison 2023/24 wurde er mit dem Klub aus Nong Bua Lamphu Vizemeister und stieg in die erste Liga auf. Am Ende der Saison 2024/25 belegte er mit Nongbua den 14. Tabellenplatz und musste somit in die zweite Liga absteigen.

### Nationalmannschaft
Von 2006 bis 2007 spielte Anawin Jujeen siebenmal in der thailändischen U-20-Nationalmannschaft. Achtmal trug er von 2009 bis 2010 das Trikot der U-23-Nationalmannschaft. Für die Nationalmannschaft spielte er von 2010 bis 2014 fünfmal.

## Erfolge
Bangkok Glass FC
- Thailändischer Supercup-Sieger: 2009
- Queen’s-Cup-Sieger: 2010
- Singapore Cup-Sieger: 2010

Buriram United
- Thailändischer Meister: 2013, 2014, 2015
- Thailändischer Pokalsieger: 2013, 2015
- Thailändischer Ligapokalsieger: 2013, 2015
- Kor-Royal-Cup-Sieger: 2013, 2014, 2015, 2016
- Toyota-Premier-Cup-Sieger: 2014, 2016
- Mekong Club Championship: 2015, 2016

PTT Rayong FC
- Thailändischer Zweitligameister: 2018  ▲

Dragon Pathumwan Kanchanaburi FC
- Thai League 3 – West: 2022/23  ▲

Nongbua Pitchaya FC
- Thailändischer Zweitligameister: 2023/24  ▲